# كورشي (هيروشيما)
كورشي هي مدينة تقع في محافظة هيروشيما، اليابان. تبلغ مساحة هذه المدينة 353.74 (كم²)، ويبلغ عدد سكانها 240,820 نسمة حسب إحصاء سنة 2010 م.

## المناخ
يظهر الجدول التالي التغييرات المناخية على مدار السنة لكورشي:
| البيانات المناخية لـكورشي         | البيانات المناخية لـكورشي | البيانات المناخية لـكورشي | البيانات المناخية لـكورشي | البيانات المناخية لـكورشي | البيانات المناخية لـكورشي | البيانات المناخية لـكورشي | البيانات المناخية لـكورشي | البيانات المناخية لـكورشي | البيانات المناخية لـكورشي | البيانات المناخية لـكورشي | البيانات المناخية لـكورشي | البيانات المناخية لـكورشي | البيانات المناخية لـكورشي |
| الشهر                             | يناير                     | فبراير                    | مارس                      | أبريل                     | مايو                      | يونيو                     | يوليو                     | أغسطس                     | سبتمبر                    | أكتوبر                    | نوفمبر                    | ديسمبر                    | المعدل السنوي             |
| --------------------------------- | ------------------------- | ------------------------- | ------------------------- | ------------------------- | ------------------------- | ------------------------- | ------------------------- | ------------------------- | ------------------------- | ------------------------- | ------------------------- | ------------------------- | ------------------------- |
| متوسط درجة الحرارة الكبرى °م (°ف) | 8.8 (47.8)                | 9.2 (48.6)                | 12.5 (54.5)               | 18.2 (64.8)               | 22.4 (72.3)               | 25.5 (77.9)               | 29.7 (85.5)               | 31.2 (88.2)               | 27.3 (81.1)               | 22.1 (71.8)               | 16.8 (62.2)               | 11.7 (53.1)               | 19.6 (67.3)               |
| المتوسط اليومي °م (°ف)            | 5.3 (41.5)                | 5.5 (41.9)                | 8.4 (47.1)                | 13.8 (56.8)               | 18.1 (64.6)               | 21.8 (71.2)               | 26.1 (79.0)               | 27.4 (81.3)               | 23.7 (74.7)               | 18.1 (64.6)               | 12.7 (54.9)               | 7.8 (46.0)                | 15.7 (60.3)               |
| متوسط درجة الحرارة الصغرى °م (°ف) | 1.8 (35.2)                | 1.9 (35.4)                | 4.3 (39.7)                | 9.8 (49.6)                | 14.2 (57.6)               | 18.6 (65.5)               | 23.2 (73.8)               | 24.3 (75.7)               | 20.5 (68.9)               | 14.3 (57.7)               | 8.8 (47.8)                | 3.9 (39.0)                | 12.1 (53.8)               |
| الهطول مم (إنش)                   | 45.1 (1.78)               | 59.8 (2.35)               | 98.5 (3.88)               | 149.6 (5.89)              | 138.9 (5.47)              | 258.4 (10.17)             | 206.1 (8.11)              | 113.5 (4.47)              | 182.0 (7.17)              | 100.1 (3.94)              | 68.9 (2.71)               | 35.3 (1.39)               | 1٬456٫2 (57.33)           |
| متوسط تساقط الثلوج سم (إنش)       | 1 (0.4)                   | 1 (0.4)                   | 0 (0)                     | 0 (0)                     | 0 (0)                     | 0 (0)                     | 0 (0)                     | 0 (0)                     | 0 (0)                     | 0 (0)                     | 0 (0)                     | 0 (0)                     | 2 (0.8)                   |
| متوسط الرطوبة النسبية (%)         | 63                        | 64                        | 64                        | 67                        | 70                        | 76                        | 77                        | 74                        | 72                        | 67                        | 67                        | 65                        | 69                        |
| ساعات سطوع الشمس الشهرية          | 140.9                     | 135.2                     | 173.7                     | 178.3                     | 199.5                     | 155.9                     | 183.7                     | 213.2                     | 157.7                     | 172.6                     | 148.8                     | 138.8                     | 1٬998٫3                   |
| المصدر: NOAA (1961-1990)          |                           |                           |                           |                           |                           |                           |                           |                           |                           |                           |                           |                           |                           |

## توأمة
لكورشي (هيروشيما) اتفاقيات توأمة مع كل من:
- دايسن [الإنجليزية]‏ (29 سبتمبر 1995 - )
- بريميرتون (20 أغسطس 1970 - )
- مربلة (6 ديسمبر 1990 - )
- جنهاي-غو [الإنجليزية]‏ (12 أكتوبر 1999 - )
- ونجو (3 مايو 2001 - )

## أعلام
- ميو ماتسوكي
- ايجي ناكانو
- شينجي وادا
- يوريكو هانابوسا
- تاكاماسا ساكاي